# Edward Galinski

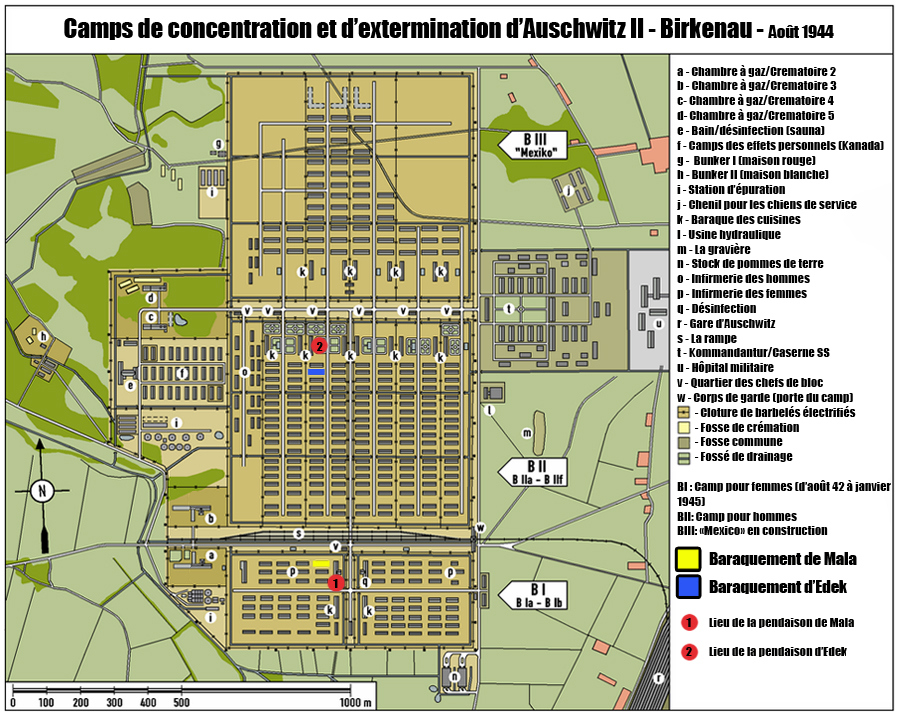
Camp de Birkenau - emplacement des baraquements d'Edek et de Mala

Edward Galinski, appelé Edek, né à Więckowice en Pologne, le 5 octobre 1923 et exécuté par les Allemands à Auschwitz, le 15 septembre 1944, est un Polonais qui, déporté à Auschwitz, parvint à s'en évader avec sa compagne Mala Zimetbaum. Repris, il sera exécuté par pendaison, le 15 septembre 1944.

## Éléments biographiques
Edward Galinski est né à Więckowice dans le sud de la Pologne, le 5 octobre 1923. Il vit à Jaroslaw. Il étudie à l'école maritime de Pinsk lorsque la guerre éclate. Au printemps 1940, il est arrêté par les Allemands et envoyé à la prison de Tarnów en tant que prisonnier politique. Le 14 juin 1940, il est déporté par le tout premier convoi de déportation à destination d'Auschwitz qui comportera 728 prisonniers politiques polonais. À cette époque, le camp de concentration est uniquement utilisé pour les criminels et les prisonniers politiques.

### Auschwitz

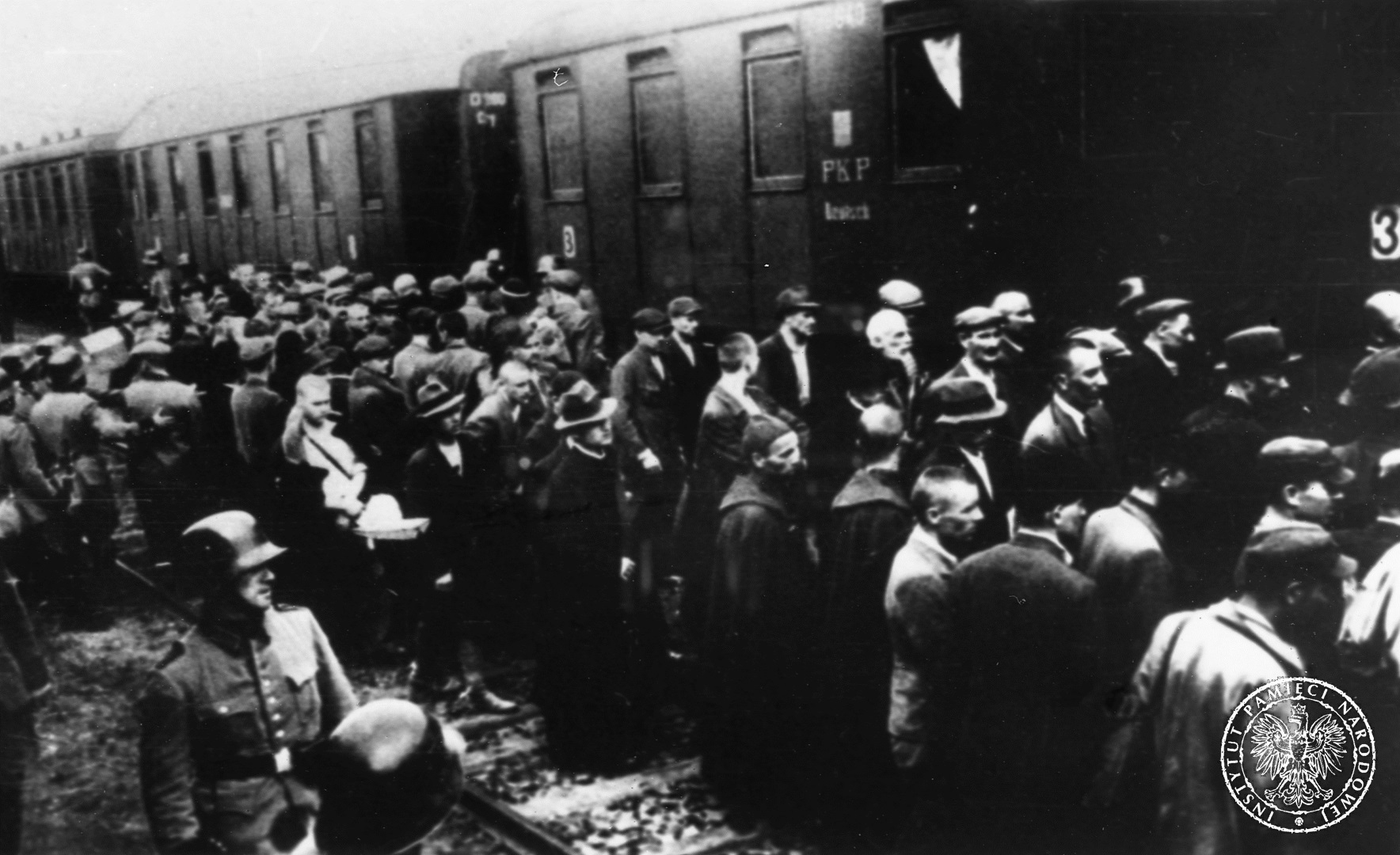
Premier transport de Tarnów vers Auschwitz du 14 juin 1940 par lequel Edek fut déporté.

Tatoué à son arrivée, il porte le matricule 531. Trois années plus tard, Edek est toujours en vie. Il travaille à l'atelier de métallurgie ce qui lui permettait de rencontrer différents civils qui travaillaient à la construction du camp. Il lui était également possible de circuler dans le camp au gré des tâches qui lui étaient confiées. Fin 1943, Edek cherche à être muté au Kommando des assembleurs à Auschwitz II - Birkenau. C'est à cette époque qu'il rencontre Mala Zimetbaum dont il tombe éperdument amoureux. Avec le matricule 531, Edek, du haut de ses vingt ans, fait figure de vétéran. Mala, de cinq ans son aînée, porte le matricule 19880. Edek et Mala font partie du très petit nombre d'histoires amoureuses qui se sont nouées à Auschwitz à cette époque. Ils sont également du nombre de ceux qui sont parvenus à s'évader du camp. Avec la complicité de certains, ils parvenaient à se voir. Mala parvint même à lui offrir un cadeau, un portrait d'elle réalisé au crayon par son amie Zofia Stępień.

### Évasion
Au printemps 1944, Edek était en train de planifier une évasion d'Auschwitz avec son ami Wiesław Kielar. Il propose à Mala de se joindre à eux. Wieslaw pense qu'ils n'auraient aucune chance de s'évader à trois et préfère se retirer. Edek parvient à se procurer un uniforme SS et un pistolet tandis que Mala dégote une carte de la Pologne méridionale, un laissez-passer, des vêtements civils d'homme et une robe qu'elle portera sous ses vêtements d'homme. Ils sortiront du camp, lui en SS et elle en prisonnier. Une fois sorti, elle ôtera ses vêtements masculins et ils se comporteront comme un couple. Le 24 juin 1944, Mala et Edek parvinrent tous deux à mettre leur plan à exécution et à sortir du camp. Leur évasion ne fut détectée qu'à l'appel du soir. Des télégrammes partirent vers tous les postes de contrôle allemand. Edek et Mala se dirigèrent vers la frontière slovaque mais furent repris, après douze jours de liberté, le 6 juillet 1944 à Beskid Zywiecki (en).

### Arrestation
Mala avait d'abord été arrêtée, Edek, quant à lui, avait préféré se livrer plutôt que de l'abandonner en tentant de fuir seul. La police allemande les emmena au poste de Bielsko (aujourd'hui Bielsko-Biała) où ils seront formellement identifiés le lendemain sur base de leur matricule tatoué sur l'avant-bras. Ramenés au camp, ils furent conduits au Block 11, le bloc de la mort. Ils seront longuement interrogés et torturés. Ils ne livrèrent aucun nom et pour ne pas s'impliquer l'un, l'autre, maintinrent la version selon laquelle ils avaient agi séparément. Dans le pavillon, ils maintiennent néanmoins le contact. Edek fredonne la chanson préférée de Mala, il grave sur le mur de sa cellule (no 20): Edward Galinski, no 531, Mally Zimetbaum, no 19880, 6 VII 1944. Après plusieurs semaines de détention au block 11, ils sont condamnés à mort par pendaison, la sentence est approuvée par le RSHA. Les sentences seront appliquées simultanément et elles seront publiques pour marquer les esprits et terroriser les autres détenus. Mala sera exécutée au camp pour femmes B-Ia et Edek au camp pour hommes B-Id,, le 15 septembre 1944.

### Exécution

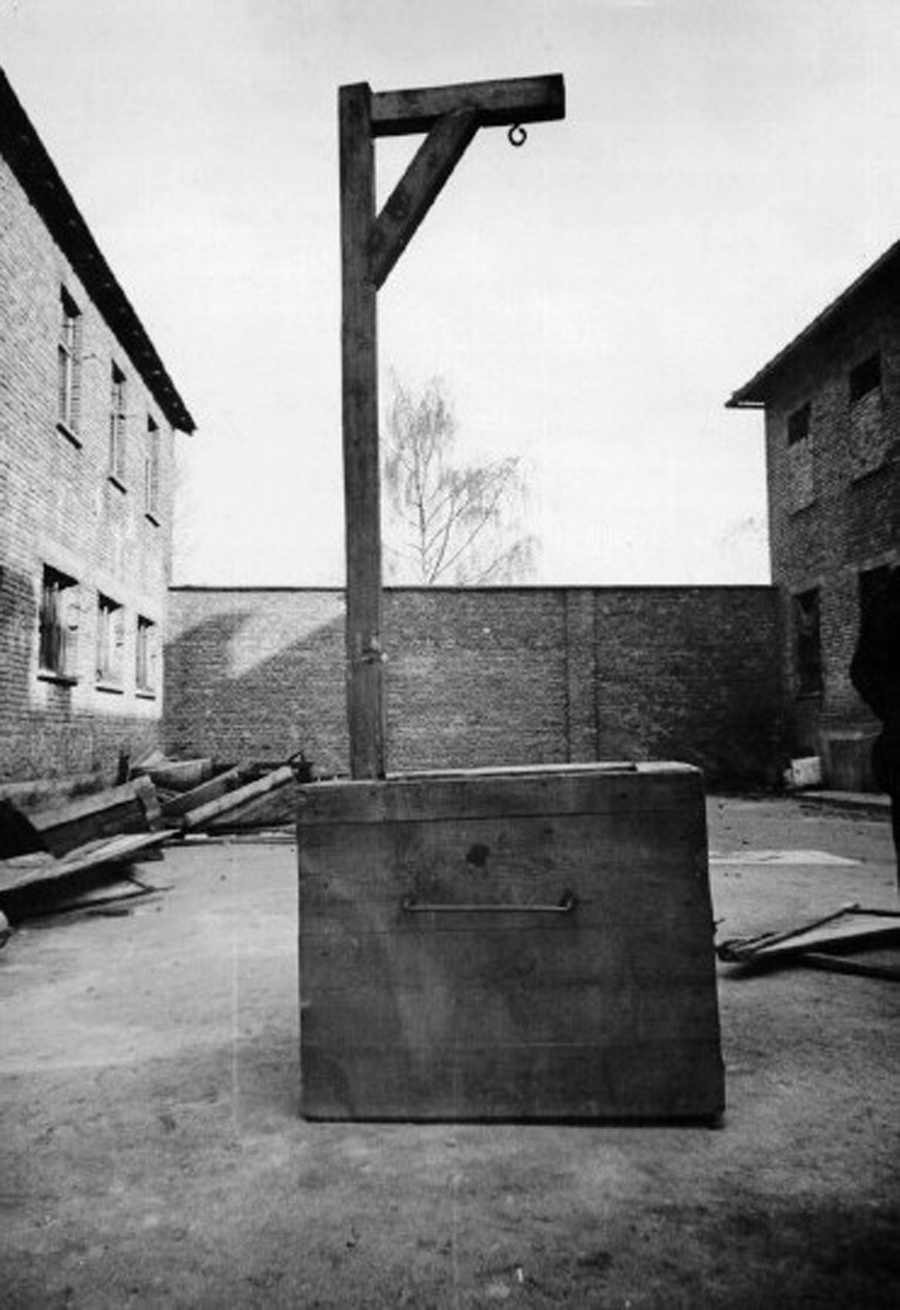
Potence mobile telle qu'utilisée dans les Blocks à Auschwitz

Edward Galinski, tandis que l'officier lit la sentence, choisit de se donner la mort lui-même en plongeant la tête dans le nœud coulant et en donnant un coup de pied dans la chaise qui le maintenait. On le repousse violemment en arrière, le nœud est desserré et la lecture du verdict se poursuit. En signe de respect, les détenus ôtent leurs couvre-chefs. Les dernières paroles d'Edek furent : « Vive la Pologne ! »,.
Dans le documentaire de témoignages "Les filles de Birkenau" (2024) de David Teboul, regroupant les témoignages de quatre survivantes de la déportation et du camp de concentration-extermination Auschwitz-Birkenau; il s'agit de Judith Elkan, Ginette Kolinka, Esther Senot et Isabelle Choko, on apprend qu'elles ont assisté à l'exécution de Mala Zimetbaum. Elles racontent également que les SS ont dit "qu'elles allaient voir son compagnon le lendemain", on suppose désormais qu'elles parlaient de Edward Galinski. Elles racontent que pendu la veille, son corps fut exposé inanimé sur une chaise en bois, un manche à balai sous chaque bras et un autre enfoncé dans son crâne. Un SS aurait alors dit "Voyez ce qui arrive à ceux qui cherchent à s'évader".

## Documentaire
- (de) Blawut, J. & Zarnecki, M. (1989). Tödliche Romanze. Eine Liebe im KZ (Romance mortelle. Une histoire d'amour dans un camp de concentration). Documentaire TV, 45 min, Varsovie, Michal Zarnecki Productions, (diffusé pour la première fois en Allemagne sur ARD-HR, le 11 septembre 1990).